# 伊拉克库尔德斯坦—以色列关系
伊拉克库尔德斯坦与以色列关系是指伊拉克库尔德斯坦与以色列国之间的关系。以色列是西亚的一个以犹太民族为主体的国家，而伊拉克库尔德斯坦则是伊拉克共和国境内一个由库尔德人实施事实自治的自治区。尽管伊拉克库尔德斯坦至今未与以色列建立正式的关系，但双方在政治、商业及军事方面互动颇多。伊朗、叙利亚阿萨德政府及土耳其等国长期对以色列与伊拉克库尔德斯坦的关系加以指责，而伊拉克库尔德斯坦前领导人马苏德·巴尔扎尼曾称：“我们与以色列发展关系不是什么罪行，如果巴格达与以色列建立外交关系，我们可以让以色列在埃尔比勒开设领事馆。”在2017年的伊拉克库尔德斯坦独立公投中，以色列为中东地区唯一明确表态支持的国家。

## 历史与背景
美索不达米亚的犹太社区是世界上最古老的犹太社区之一。公元前722年，以色列王国被亚述帝国攻灭，亚述王将大量以色列俘虏迁往亚述，一百多年后的公元前六世纪，新巴比伦王国征服了犹太王国，大批犹太人被掳往巴比伦地区，犹太人在巴比伦繁衍生息，并在此写就了《巴比伦塔木德》。此后，库尔德犹太人在相对稳定和和平的环境中与库尔德斯坦的穆斯林及基督徒共处了十几个世纪。
奥斯曼帝国统治时期，少数库尔德犹太人开始返回巴勒斯坦。以色列独立建国后的1950年至1951年，伊拉克库尔德斯坦绝大多数库尔德犹太人前往以色列定居，至今伊拉克库尔德斯坦仍有400至730个犹太家庭，而以色列境内的库尔德犹太人已经超过15万，以色列境内的库尔德裔犹太人在维护以色列和伊拉克库尔德斯坦之间的非正式文化和商业关系方面发挥着重要作用。2015年10月18日，伊拉克库尔德斯坦政府任命库尔德犹太人谢尔扎德·奥马尔·马姆萨尼为库区政府宗教事务部的犹太人代表。
伊拉克库尔德斯坦的主体民族库尔德人与以色列主体民族犹太人都是中东地区的少数民族，长期以来遭到其所在国家政权的歧视和迫害，双方的遭遇和境地相似，存在广泛的共同利益，因而长期以来互相同情并相互支持。根据2009年9月的一项民调显示，九成库尔德人对以色列表示同情。而以色列的成功建国，也为库尔德人独立建国树立了榜样。

## 现代关系
二十世纪六七十年代，库尔德人同伊拉克中央政府先后爆发了两次战争，在此期间，以色列积极支持库尔德武装，以色列向库尔德斯坦民主党提供包括物资、军事等方面的大量援助，而库尔德人则帮助遭迫害的犹太人转移。在1991年的海湾战争期间，以色列通过土耳其库尔德地区向伊拉克库尔德斯坦提供必需品，以色列总理伊扎克·沙米尔在会见美国国务卿詹姆斯·贝克时呼吁美国政府保护伊拉克境内的库尔德人。2004年，以色列官员同库尔德斯坦领导人马苏德·巴尔扎尼和贾拉勒·塔拉巴尼会面，时任以色列总理以色列阿里埃勒·沙龙公开声称以色列与伊拉克库尔德斯坦存在“良好关系”。
2014年6月，伊拉克库尔德斯坦开始向以色列出口石油，这引发了伊拉克中央政府的愤怒。同年9月，伊斯兰国袭击伊拉克北部后，以色列公共组织IsraAID与美国犹太人委员会一道为伊拉克库尔德斯坦境内的雅迪兹人和基督徒提供紧急人道主义援助，至2015年初，IsraAID已经向杜胡克省运送了3000个援助单位。
2017年9月25日，伊拉克库尔德斯坦举行独立公投，公投结果为逾九成伊拉克库尔德斯坦民众支持独立。尽管这次公投为咨询性质而不具有法律约束力，但仍招来了临近国家地区乃至于长期扶植库尔德武装的美国的反对。在公投之前，以色列总理内塔尼亚胡公开表示以色列“支持库尔德人民谋求独立建国的合法努力”，并称“库尔德人是一个勇敢的、与我们拥有共同价值观的民族”，成为中东地区国家中仅有的支持声音。内塔尼亚胡的言行得到了库尔德民众的积极响应。库区公投前后，在库区的埃尔比勒、代胡克和阿格拉乃至瑞士日内瓦举行的集会上，库尔德民众及支持者同时挥舞库尔德斯坦旗帜和以色列国旗，更有甚者将库尔德旗帜和以色列国旗涂到了自己的车上。以色列支持伊拉克库尔德斯坦的独立公投，但始终未承认库尔德斯坦为一个独立国家。